# Gilberto Affonso Penna
Gilberto Affonso Penna (Belo Horizonte, 29 de dezembro de 1916 — Rio de Janeiro, 5 de setembro de 1997) foi um advogado, jornalista e radioamador brasileiro. Filho do jurista Afonso Pena Júnior e neto do ex-presidente Afonso Pena, notabilizou-se nas áreas de publicações técnicas e de radioamadorismo. Dirigiu por mais de cinco décadas a editora Antenna Edições Técnicas, responsável
pela publicação das revistas Antenna, Eletrônica Popular e Som.

## Biografia
Natural de Belo Horizonte, Gilberto aprendeu eletrônica por conta própria, construía seus rádios e trabalhou em companhias de aviação, montando estações de rádio em aeroportos. Incentivado por seu irmão Affonso Augusto Moreira Penna,o "Affonsinho", que já era radioamador e cujo indicativo de chamada era PY1FX, ele obteve sua primeira licença em 9 de dezembro de 1936 como PY4CM e no ano seguinte publicou seu primeiro artigo técnico na extinta revista QTC, editada pela Liga de Amadores Brasileiros de Rádio Emissão (LABRE). Criado no Rio de Janeiro, formou-se em Direito e mudou seu indicativo para PY1AFA. Foi radioamador por mais de seis décadas.
No ano de 1939, Gilberto iniciou como colaborador de matérias técnicas para radioamadores na revista Antenna, especializada em rádio, eletrônica e eletricidade, fundada em 30 de abril de 1926 pelo engenheiro Elba Dias, sendo uma das primeiras no Brasil em publicações desse gênero. Em fevereiro de 1941, Elba, já muito ocupado como diretor da Reparação Geral dos Telégrafos (atual Empresa Brasileira de Correios e Telégrafos), passou o comando para Gilberto, que teve de sacrificar uma promissora carreira jurídica para assumir a direção da revista que já estava à beira da falência. Ele fazia de tudo, até varria a redação. Gradualmente Antenna foi se recuperando dos prejuízos financeiros e ganhando novas seções.
Em janeiro de 1953, Gilberto foi eleito presidente da Associação Brasileira de Telecomunicações (TELECOM, atual TELEBRASIL), cargo que exerceu por um ano. Em outubro do mesmo ano, inaugurou a I Exposição Brasileira de Rádio, TV, Eletrônica e Telecomunicações, realizada no Automóvel Clube do Brasil.
Em 15 de maio de 1956, fundou o periódico Eletrônica Popular, inicialmente como suplemento da Antenna dedicado aos principiantes e hobbystas, uma versão brasileira da norte-americana Popular Electronics.Com o lançamento da seção CQ-Radioamadores em abril de 1967, ela tornou-se a única revista especializada em Radioamadorismo e Faixa do Cidadão no Brasil, tendo enorme aceitação no meio. Em 1961, Gilberto foi nomeado pelo governo federal como membro do antigo CONTEL (Conselho Nacional de Telecomunicações),onde se dedicou, entre outras coisas, pela regulamentação da Faixa do Cidadão no país, o que ocorreu em janeiro de 1970.
A revista anuária Som surgiu em dezembro de 1975. Era uma coletânea de artigos da seção Revista do Som lançada pela Antenna em março de 1972. Tanto a seção quanto a revista abordavam artigos, lançamentos e avaliações de aparelhos e utensílios sonoros. Deixou de circular em 1982.
Com mais de 60 anos de idade, Gilberto aprendeu informática e informatizou a redaçáo. Em janeiro de 1983, unificou as duas revistas, resultando no periódico Antenna-Eletrônica Popular, contendo assuntos de Radioamadorismo, Faixa do Cidadão e Eletrônica em um só exemplar.
Ele dirigiu a editora Antenna Edições Técnicas até abril de 1996, quando se afastou por motivos de saúde, mas continuou escrevendo seu editorial Mensagem ao Leitor até pouco antes de se internar em agosto de 1997 para tratar de um câncer que operou em 1991 e que havia voltado. Sua saúde piorou e faleceu em 5 de setembro, aos 80 anos. Foi sepultado no Cemitério São João Batista.